# Xanthina flavus
Xanthina flavus är en tvåvingeart som först beskrevs av Aldrich 1896.  Xanthina flavus ingår i släktet Xanthina och familjen styltflugor. Inga underarter finns listade i Catalogue of Life.